# 보석의 방사선 처리

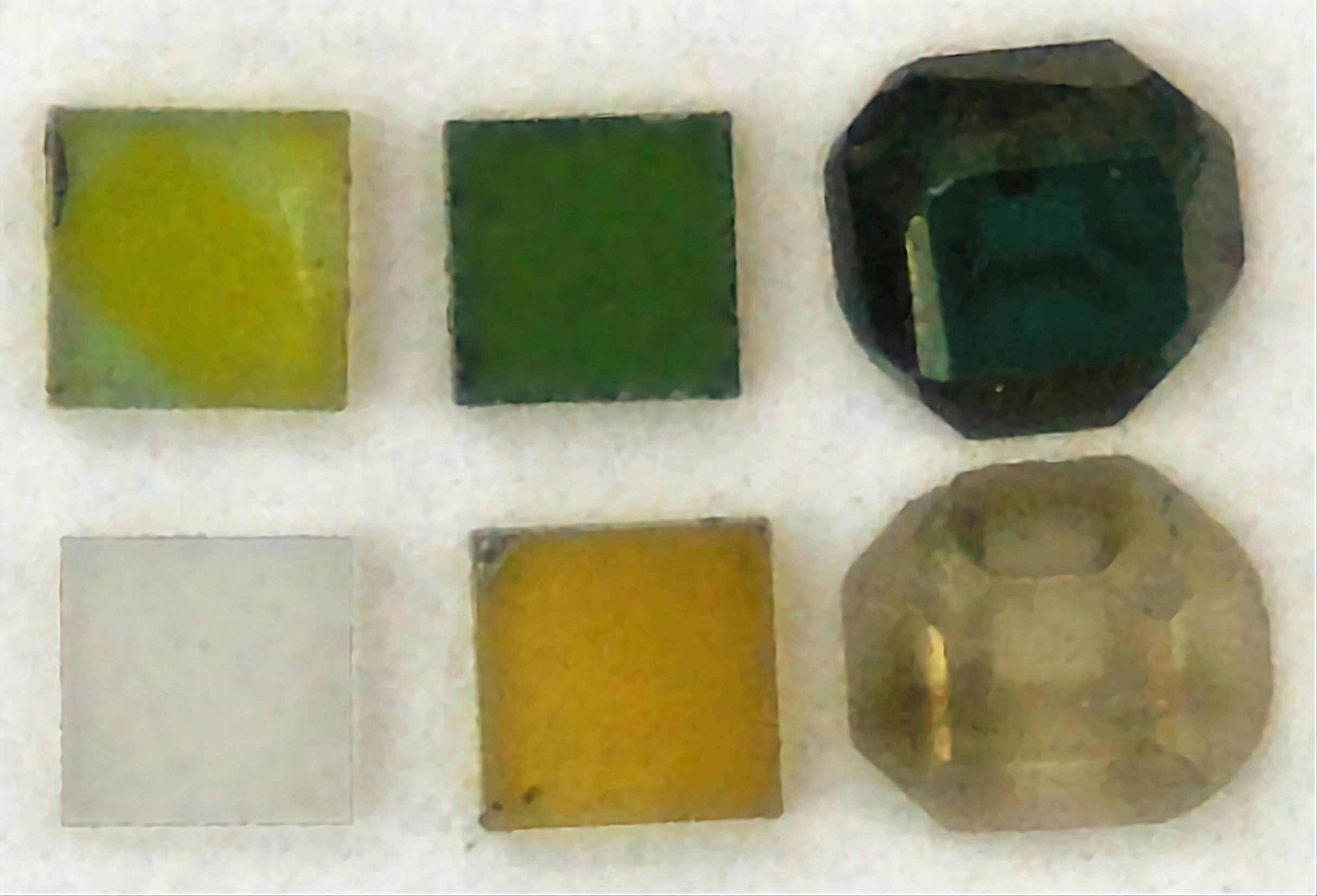
방사선 처리를 거친 다이아몬드의 예

보석의 방사선 처리(gemstone irradiation)는 보석의 광학적 특성을 향상시키기 위해 보석에 인위적으로 방사선을 쪼이는 기법이다. 높은 수준의 이온화 방사선은 보석 결정의 원자구조를 변화시켜 보석 내부의 광학적 특성을 변화시킬 수 있다. 그 결과 보석의 색이 크게 변하거나 외관상 결함이 잘 안 보이게 될 수 있다.
보석 업계에서 널리 사용되는 이 공정은 원자로, 입자가속기 또는 방사성 동위원소 코발트-60을 사용하는 감마선 시설에서 이루어진다. 이러한 공정을 통해 자연에는 존재하지 않거나 존재하더라도 극도로 드문 색상의 보석을 만들 수 있다. 이렇게 처리된 보석의 잔류 방사능으로 인한 의학적 위험성 때문에 상당수의 국가에서 정부 차원의 규제가 이루어지고 있기도 하다.